# سبوغلينة عربية
سبوغلينة عربية (الاسم العلمي: Siboglinum arabicum) هي نوع من الحيوانات تتبع جنس السبوغلينة من فصيلة سبوغلينات.